# Агашков, Сергей Николаевич
Серге́й Никола́евич Ага́шков (род. 6 ноября 1962, Ашхабад) — советский и российский футболист, полузащитник. Мастер спорта СССР (1987). Тренер.

## Биография
Выпускник туркменской республиканской футбольной школы (1970—1979, Ашхабад, тренер Валерий Непомнящий).
Играл за дублирующий состав «Колхозчи» (1979, первая лига СССР), а затем за основной состав «Колхозчи» (1980—1984, вторая лига СССР)
Всего за «Торпедо» провёл 192 матча и забил 14 голов.

### Сборная
- Юношеская сборная СССР (1980, тренер Борис Игнатьев)
- Олимпийская сборная СССР (1985, тренер Анатолий Бышовец)

## Тренерская карьера
- Играющий тренер в московском «Торпедо» при главном тренере Александре Тарханове (1997)
- Помощник тренера «Торпедо-2» (1999—2000)
- Главный тренер дублирующего состава «Торпедо», тренер «Торпедо» (2001—2006)
- Главный тренер «Динабурга», Даугавпилс, Латвия (2006)
- Главный тренер тверской «Волги» (2006—2007)
- В «ФШМ Торпедо» (2008—2017)

В 2007 году прошёл лицензирование в Высшей школе тренеров (категория «В»).

## Достижения

### Командные
- Чемпион Южной Кореи: 1992
- Бронзовый призёр чемпионата СССР: 1991

### Личные
- В списке 33 лучших футболистов сезона в СССР (1): № 3 — 1991